# TAME
Tame ou Linha Aérea do Equador (criada com o nome de Transportes Aéreos Militares Equatorianos - TAME), foi uma empresa de aviação do Equador, fundada em 17 de dezembro de 1962. É dedicada ao transporte de passageiros e carga a várias cidades do Equador e da Colômbia.
A empresa ampliou suas rotas internas e foi trocando a equipe de voo até chegar aos Airbus A320 e aos Embraer 170 e 190, com os quais cobriam quatorze destinos no Equador e três no exterior.
Em 19 de maio de 2020, devido ao impacto da pandemia de COVID-19 na aviação, a empresa, que já estava enfrentando dificuldades financeiras, foi declarada em liquidação pelo presidente Lenín Moreno.

## Frota

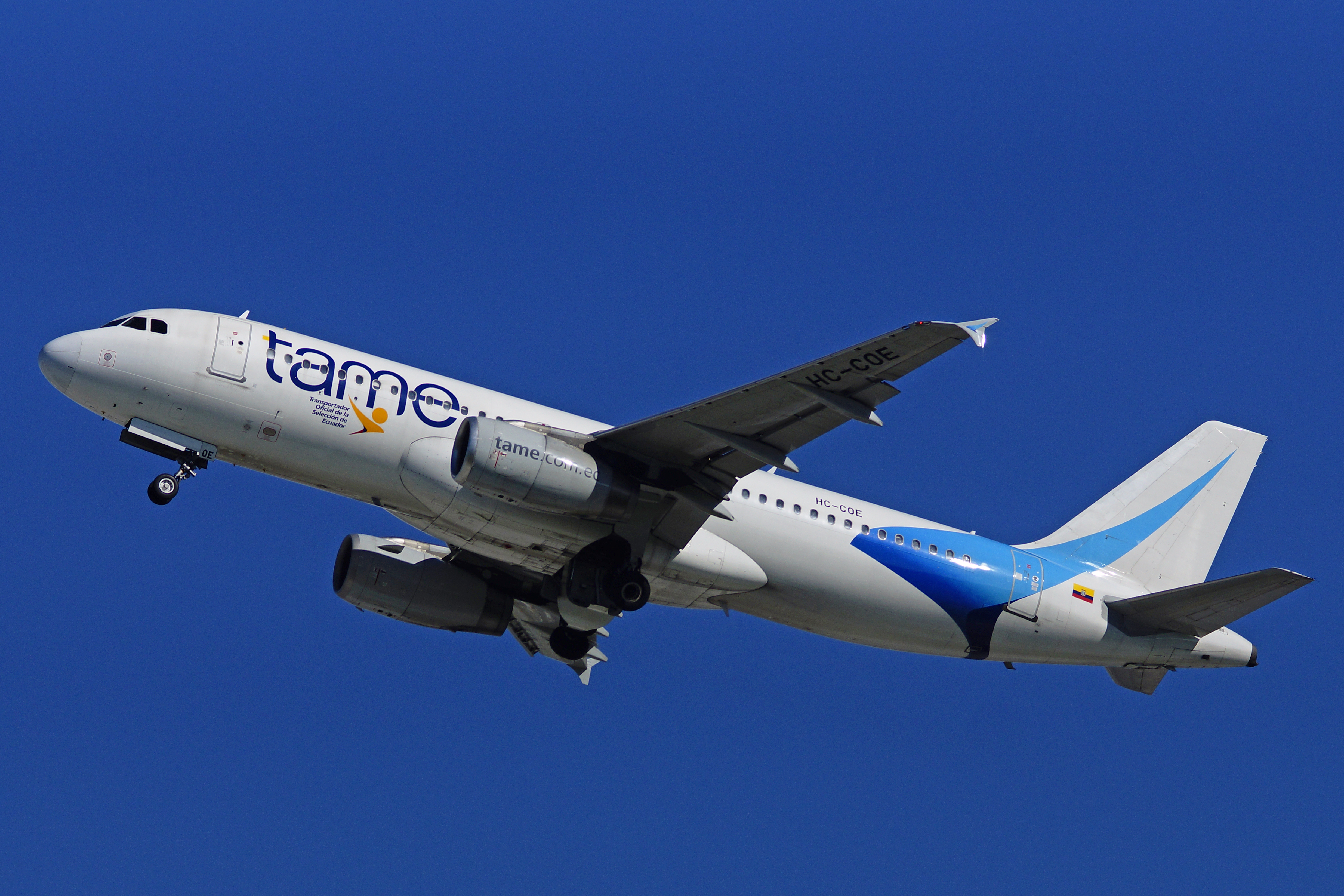
Airbus A320 da TAME.

Com a data de 14 de outubro de 2017 a TAME tem os seguintes aviões:
| Aeronave        | Total | Passageiros |
| --------------- | ----- | ----------- |
| Airbus A319     | 3     | 135         |
| Airbus A320-200 | 5     | 150         |
| Airbus A330-200 | 1     | 275         |
| ATR 42-500      | 3     |             |
| Embraer 190/195 | 4     | 104         |
| Total           | 16    |             |